# The Mona Lisa Curse
The Mona Lisa Curse (A Maldição de Mona Lisa, em tradução livre) é um documentário britânico de 2008 dirigido por Mandy Chang.

## Sinopse
Robert Hughes argumenta que a Mona Lisa exerce grande influência no mundo da arte devido à sua turnê pelos Estados Unidos em 1963, quando a pintura foi tratada como uma celebridade em uma espécie de turnê publicitária. A obra de arte foi, então, transformada em mercadoria. De acordo com Hughes, esse evento marcou o início da degradação da qualidade da arte moderna e do domínio do mercado de arte por artistas famosos e investidores ricos, o que ele descreve como uma "maldição". O documentário gerou polêmica, com Hughes descrevendo artistas como Andy Warhol, Damien Hirst e Richard Prince como empresários famosos, e criticando museus como o Louvre e o Guggenheim por se promoverem como marcas comerciais. Para Hughes, a financeirização do mercado de arte alterou a relação da arte com o mundo e enfraqueceu seu papel crítico na cultura contemporânea.

## Elenco
- Robert Hughes ... ele mesmo (apresentador)

## Prêmios e indicações
O filme conquistou os prêmios Emmy Internacional, Grierson Award, Rose d'Or e o Grande Prêmio do Júri do Banff Film Festival.